# بانشي

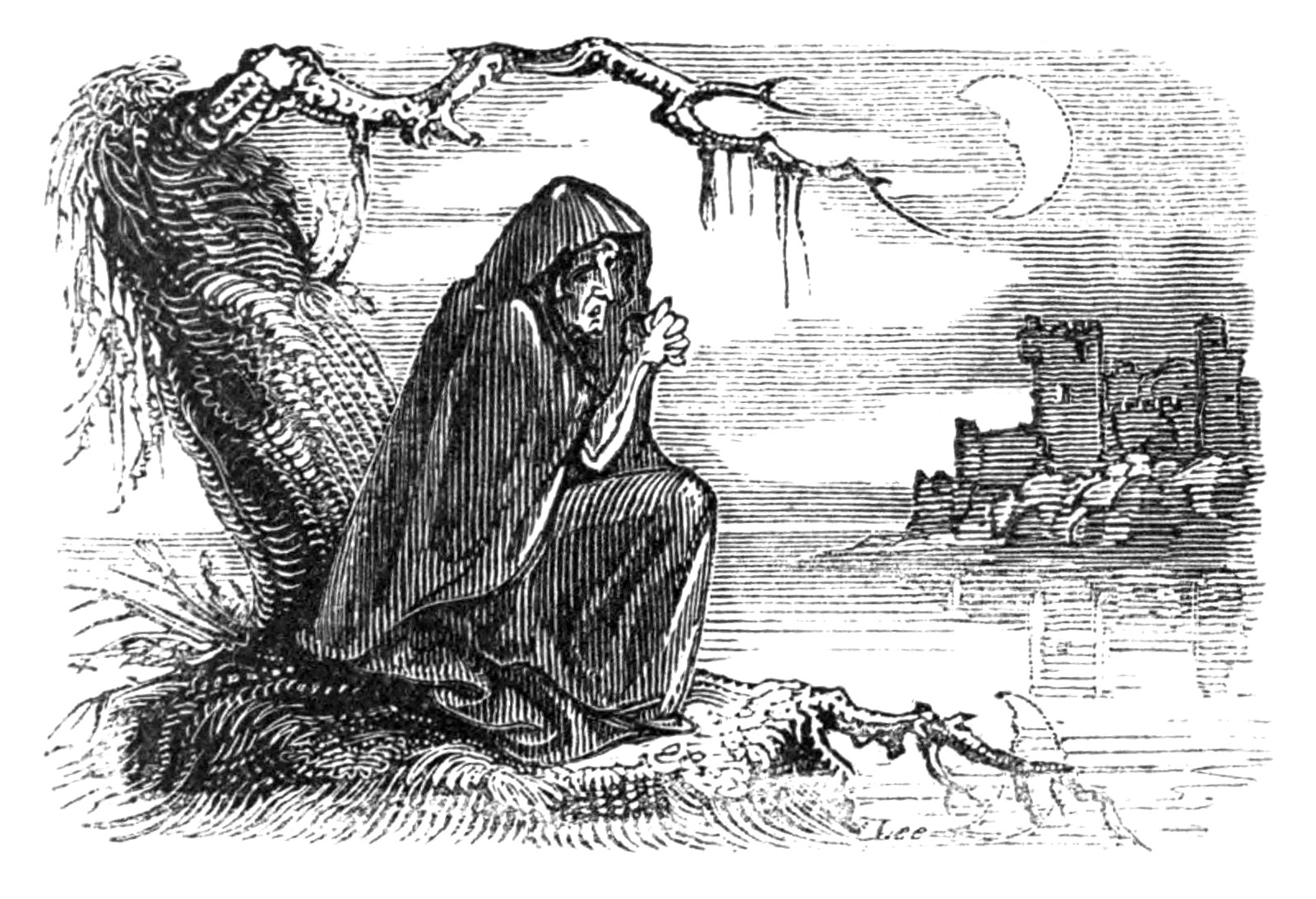
بانشي من بونوورث، من كتاب "أساطير وتقاليد من جنوب أيرلندا" بقلم توماس كروفتون كروكر، 1825

بانشي (بالإنجليزية: Banshee، بالأيرلندية الحديثة: bean sí وبالأيرلندية القديمة: ban síde، وتعني "المرأة من تل الجنيات" أو "المرأة الجنية")‏ هي روح مؤنثة في الأساطير الايرلندية تنذر بوفاة أحد أفراد الأسرة عادة عن طريق الصراخ أو النواح. ويرتبط اسمها بـ«الجثوات» أو التلال الأسطورية التي تنتشر في الريف الأيرلندي، والتي تعرف باسم «شي» síd في الأيرلندية القديمة.

## الوصف
عادة ما توصف البانشي في الحكايات الغالية على أنها ترتدي الأحمر أو الأخضر، وعادة ما يكون شعرها طويلا وأشعثا (عادة ما يوصف بأنه أحمر أو برتقالي أو أصفر، ووصف في العصور الوسطى بأنه يومض كحرائق الغابات). وقد تظهر في أشكال مختلفة. وينظر إليها في معظم الأحيان على أنها عجوز قبيحة ومخيفة، لكنها يمكن أن تظهر أيضا كشابة جميلة إذا رغبت.

## النواح
في أيرلندا وأجزاء من اسكتلندا، تعتبر المرأة النادبة bean chaointe جزء تقليديا من طقوس الحداد. وقد تتخذ تلك النساء من النواح حرفة في بعض الحالات، ومن تجيد عملها يكون الطلب عليها كبيرا.
تتحدث الأسطورة الايرلندية الجنيات اللاتي ينحن عندما يتوفى أحد أفراد العائلة أو يوشك على الموت، حتى لو مات الشخص في أرض بعيدة ولم تصل أخبار وفاته بعد، حيث يكون عويل البانشي أول تنبيه يصل الأسرة.
كما أن البانشي تتوقع الموت أيضا. إذا كان شخص يقترب من الموت أو أنه سيقع في أزمة لا يرجح أنه سيخرج منها حيا، فإنها ستحذر الناس عن طريق الصراخ أو النواح. ومن هذا السبب تعرف البانشي أيضا بأنها امرأة نائحة.
وكثيرا ما يذكر أن البانشي لا تنوح إلا على أحفاد العرق الميليسي في أيرلندا، وعادة ما تكون ألقابهم مسبوقة بالنسب الأيرلندية مثل «أو» و «ماك»، وتشير بعض الروايات إلى أن كل عائلة لها بانشي خاصة بها. ومع ذلك، فإن إحدى السجلات تتضمن أيضا أسرة فيتزجيرالد، التي وصفت بأنها أصبح «أيرلندية أكثر من الايرلنديين أنفسهم».
عندما تظهر عدة جنيات من البانشي في وقت واحد، فإن هذا يشير إلى وفاة شخص عظيم أو مقدس. وتروي الحكايات في بعض الأحيان أن الجنية قد تكون شبحا لامرأة ميتة، وقد تكون ضحية جريمة قتل أو تكون أما توفيت أثناء الولادة.

## الأصل
تروي الحكايات أن البانشي الخاصة بأسرة أوبراين تدعى إيبيل وأنها تحكم 25 جنية أخرى كن دائما حاضرات لديها. ومن الممكن أن هذه القصة بالذات هي مصدر الفكرة القائلة بأن نواح العديد من الجنيات تعني وفاة شخص عظيم.
معظم أسماء العائلات المسبوقة بالنسب «أو» و «ماك»، وإن لم يكن كلها، هي من أصل غويديلي، ما يشير إلى أن العائلة من السكان الأصليين للأراضي السلتية الجزرية وليست من أسماء الغزاة الفايكينغ أو الإنجليز أو النورمان. وترجع السجلات عن البانشي إلى عام 1380 في السجل التاريخي «انتصارات تورلو» Cathreim Thoirdhealbhaigh بقلم شون ماك كريث. وتظهر الإشارات للبانشي في الأدب النورماندي في ذلك الوقت.
في بعض أجزاء لينستر، يشار إلى البانشي باسم المرأة النائحة bean chaointe التي تطلق نحيبا عاليا لدرجة أنه يحطم الزجاج. في الفولكلور الإسكتلندي، هناك خرافة مشابه عن امرأة تعرف باسم الغسالة الصغيرة bean nighe حيث تظهر وهي تغسل الملابس أو الدروع الملطخة بالدماء لأولئك الذين هم على وشك الموت. وهناك خرافة مشابهة في الفولكلور الويلزي تعرف باسم عجوز الضباب.